# Сплави (гміна Юзефув-над-Віслою)
Сплави (пол. Spławy) — село в Польщі, у гміні Юзефув-над-Віслою Опольського повіту Люблінського воєводства.
Населення — 218 осіб (2011).

## Демографія
Демографічна структура станом на 31 березня 2011 року:
|          | Загалом | Допрацездатний вік | Працездатний вік | Постпрацездатний вік |
| -------- | ------- | ------------------ | ---------------- | -------------------- |
| Чоловіки | 104     | 20                 | 67               | 17                   |
| Жінки    | 114     | 30                 | 52               | 32                   |
| Разом    | 218     | 50                 | 119              | 49                   |